# Saïd Bouteflika
Pour les articles homonymes, voir Bouteflika.
Saïd Bouteflika (en arabe : سعيد بوتفليقة, en berbère : ⵙⵄⵉⴷ ⴰⵠⵓⵜⴼⵉⵇⴰ), né le 1er janvier 1958 à Oujda (Maroc), est un universitaire et un homme politique algérien.
Maître-assistant à l'Université des sciences et de la technologie Houari-Boumédiène (USTHB), il est le frère et conseiller spécial d'Abdelaziz Bouteflika dans ses anciennes fonctions de président de la République algérienne démocratique et populaire, sur qui il aurait eu « une influence considérable », notamment après que le président a été victime en 2013 d'un grave accident vasculaire cérébral.
Le 4 mai 2019, un mois après la démission de son frère, dans le contexte des manifestations de 2019 en Algérie, il est arrêté et incarcéré provisoirement à la prison militaire de Blida en attente de son procès. Le 25 septembre 2019, il est condamné à quinze ans de prison pour « atteinte à l'autorité de l'armée » et « complot contre l'autorité de l'État » puis finalement acquitté le 2 janvier 2021.
Il reste incarcéré pour corruption dans le cadre des affaires Haddad, Louh mais aussi du financement de la campagne électorale pour le cinquième mandat présidentiel de son frère, affaire pour laquelle il est condamné à huit ans de prison en juin 2022. En octobre 2022, La Cour d’appel d’Alger a confirmé le jugement en première instance condamnant Saïd Bouteflika à huit ans de prison, tout en levant la saisie de ses biens. La Défense de Saïd Bouteflika annonce un pourvoi en cassation.

## Biographie

### Enfance
Saïd Bouteflika naît en 1958 à Oujda au Maroc, alors base de la Wilaya V, au début de l’ascension de son frère Abdelaziz, alors âgé de vingt ans, auprès de Houari Boumédiène, qui atteint au même moment la tête de la wilaya. Il est le dernier d'une fratrie de neuf.
Son père Ahmed[réf. nécessaire] meurt alors qu'il a un an, il est donc élevé par sa mère (qui tient un hammam), sous la tutelle de son frère Abdelaziz, et par là de Houari Boumédiène qui prend le pouvoir par un coup d'État en 1965. Il est élève au collège Saint-Joseph des Frères des écoles chrétiennes, à El-Biar (Alger), puis au lycée tenu par les jésuites, comme certains fils de dirigeants, avant la fermeture définitive de ces établissements.

### Exil et retour
Diplômé de l'École nationale polytechnique d'Alger, il arrive à Paris en 1983 afin de préparer un doctorat en informatique. Son frère, évincé de la succession de Boumédiène, le rejoint, accusé de détournement de fonds. Saïd Bouteflika est titulaire d'un doctorat de troisième cycle de l'université Pierre-et-Marie-Curie (Paris VI). Son principal centre d'intérêt est la reconnaissance des formes, domaine dans lequel il soutient sa thèse.
En 1987, les Bouteflika peuvent retourner en Algérie, et Saïd suit son frère. Il devient enseignant et militant syndicaliste universitaire. Il épouse une biologiste. À El Biar, il vit à un étage de son frère.

## Conseiller spécial
En 1999, alors que son frère Abdelaziz est élu président, il est nommé conseiller spécial par un décret non publiable ; il s'occupe officiellement du service informatique. Effacé jusque-là face à d'autres membres du cabinet comme Ali Benflis ou Larbi Belkheir, Saïd Bouteflika évince le premier en 2003 et le second en 2005. Il gère les campagnes de réélection de son frère en 2004 et 2008, et commence à être présenté comme un successeur potentiel ; il échoue à se faire nommer vice-président.
En 2005, Abdelaziz Bouteflika est hospitalisé à Paris pour un ulcère, qui le contraint à ralentir ses activités ; l'importance de Saïd croît. D'après un habitué d'El Mouradia interrogé par Jeune Afrique, « il tient l'agenda du chef de l'État, intervient dans les nominations de ministres, de diplomates, de walis [préfets], de patrons d'organismes publics, et influe sur la vie interne du FLN. Devenu incontournable pour accéder au président, le conseiller spécial prend de facto la direction des affaires à El-Mouradia. »
En 2008, il participe à la réélection de son frère, faisant pression sur des hommes d'affaires pour qu'ils financent la campagne, et fait en sorte que des marchés publics soient confiés à des proches. Un câble américain de cette année-là, révélé par Wikileaks, indique que pour Bernard Bajolet, « La corruption, qui remonte jusqu’aux frères de Bouteflika [Saïd et Abdallah], a atteint un nouveau sommet et interfère dans le développement économique ». Peu de temps après, plusieurs scandales de corruption éclatent, où son nom est cité, peut-être à l'instigation du DRS.
En 2013, Abdelaziz Bouteflika est hospitalisé au Val-de-Grâce, à Paris. Pour Jeune Afrique, Saïd Bouteflika reste seul au chevet de son frère, filtrant les accès, donnant des instructions sur la gestion de la crise au Premier ministre Abdelmalek Sellal, qui doit attendre 46 jours pour voir le président,. Le Matin affirme même que Saïd Bouteflika a signé lui-même sept décrets de nomination en lieu et place de son frère, et qu'il bloque les autres nominations. Dans le même temps, il intervient dans la crise qui secoue le FLN afin d'imposer un proche comme secrétaire général, puis dans le remaniement ministériel consécutif,. Le journaliste et ancien capitaine du DRS Hichem Aboud, qui révèle la gravité de l'état du président, accuse Saïd Bouteflika de « dirige[r] le pays par procuration », d'avoir « trempé dans beaucoup d’affaires de corruption » et de l'avoir fait persécuter pour le faire taire.
En octobre de la même année, les rumeurs de succession entre les frères reprennent, alors que les manœuvres qui l'opposent au DRS et à son chef, le général Toufik, se poursuivent,. Cette guerre politique se manifeste notamment par une nouvelle attaque d'Hichem Aboud qui accuse Saïd Bouteflika de corruption massive et de trafic de drogue, mais également d'homosexualité, qui est illégale en Algérie,.
Diminué et quasi-paralysé, Abdelaziz Bouteflika se porte finalement candidat à un quatrième mandat lors de l'élection présidentielle algérienne de 2014 et l’emporte, dès le premier tour. Peu de temps après l'élection, alors que son frère est toujours aussi peu visible, des rumeurs de velléités de Saïd de lui succéder se font à nouveau jour,. En novembre, un de ses proches, l'homme d'affaires Ali Haddad, est le seul candidat à la tête du Forum des chefs d'entreprises.
En septembre 2015, le président Bouteflika met fin aux fonctions du général Toufik.
Pour Frédéric Pons, Saïd Bouteflika prépare la succession de son frère en se rapprochant des islamistes modérés avec qui il cherche à donner une large assise populaire à la nouvelle équipe qui prendra en main le pays.
Le 3 juin 2017, Saïd Bouteflika surprend en venant soutenir les manifestants qui protestent contre le traitement réservé à Rachid Boudjedra par la chaîne Ennahar TV. Il est hué et exclu de la manifestation.
À l'été 2017, pour Le Matin d'Algérie, Saïd Bouteflika est le mieux placé pour succéder à son frère en 2019, mais un tel événement susciterait un tollé. Le nom de l'ancien ministre Chakib Khelil est également cité.

## Manifestations de 2019 et condamnation

### Événements de mars 2019
Le 27 mars, dans le contexte du Hirak, Saïd Bouteflika, Athmane Tartag, Mohamed Mediène et Louisa Hanoune se réunissent dans une résidence militaire pour décider du renvoi du chef de l'armée, Ahmed Gaïd Salah, et le maintien de Bouteflika en échange de la nomination d'un nouveau Premier ministre chargé de mettre en place la transition promise mi-mars. Après avoir hésité sur le nom du Premier ministre, ils choisissent l'ancien président de la République Liamine Zéroual, qui décline après avoir accepté, invoquant des raisons de santé et le refus du plan par les manifestants.

### Détention provisoire
Le soir du 2 avril 2019, après la démission forcée de son frère de la présidence de la République sous la pression de la rue et de l'armée, Saïd Bouteflika aurait été placé en résidence surveillée. Le 4 mai, il est arrêté puis placé en détention provisoire pour « atteinte à l'autorité de l'Armée » et « complot contre l'autorité de l'État », en même temps que les anciens patrons du renseignement Athmane Tartag et Mohamed Mediène,.
Bien que contraint de porter un uniforme de prisonnier, Saïd Bouteflika bénéficie cependant de meilleures conditions de détention que les autres personnalités emprisonnées à la prison d'El-Harrach, ayant notamment le droit de lire les journaux.
Le procès a lieu le 23 septembre. Saïd Bouteflika a été jugé en compagnie d'autres accusés, Louisa Hanoune, secrétaire général du Parti des travailleurs, Mohamed Mediène, ancien patron du Département du Renseignement et de la Sécurité et Athmane Tartag, ancien coordinateur des services de sécurité (CSS).

### Procès au tribunal militaire de Blida
Lors du procès, Saïd Bouteflika a rejeté la compétence du tribunal militaire à le juger et a refusé de répondre aux questions du juge. Il a alors demandé à quitter la salle et le juge l’y a autorisé.
Lors du deuxième jour du procès, le procureur général du tribunal militaire de Blida a requis une peine de prison de 20 ans à l'encontre de tous les accusés. Au troisième jour, le juge prononce une peine de 15 ans de prison à l'encontre de Saïd Bouteflika, pour « complot avec des réunions » visant à « porter atteinte à l’autorité de l’État et de l’Armée ».
Le 26 septembre, il fait appel du verdict. Le procès en appel de Saïd Bouteflika, Athmane Tartag, Mohamed Mediène et Louisa Hanoune se tient devant la Cour d'appel militaire de Blida à partir du 9 février 2020. Sa peine de 15 ans de prison est confirmée.
Le 2 janvier 2021, après un pourvoi en cassation, il est acquitté par la Cour d'appel militaire de Blida.

### Financement de la campagne électorale pour le cinquième mandat présidentiel  d'Abdelaziz Bouteflika
Dans le cadre du financement de la campagne électorale de son frère, il est poursuivi pour « enrichissement illicite, abus de fonction, dissipation de produits de crime et blanchiment d'argent » et condamné le 6 juin 2022 à une peine de 8 ans de prison.
Le procès de Saïd Bouteflika, poursuivi dans une autre affaire, ainsi que  les hommes d'affaires Haddad, Tahkout, les Kouninef, etc. s'est tenu le 25 janvier 2023 au tribunal de Sidi M'hamed. Saïd Bouteflika est condamné le 8 février 2023  à douze ans de prison,à une amende de  huit millions de dinars, à la saisie de tous ses biens quand bien même seraient -ils détenus par ses héritiers.
Il reste incarcéré pour corruption dans le cadre des affaires Haddad, Louh mais aussi du financement de la campagne électorale pour le cinquième mandat présidentiel de son frère, affaire pour laquelle il est condamné à huit ans de prison en juin 2022. En octobre 2022, La Cour d’appel d’Alger a confirmé le jugement en première instance condamnant Saïd Boudeflika à huit ans de prison, tout en levant la saisie de ses biens. La Défense de Saïd Boudeflika annonce un pourvoi en cassation.

## Voir Aussi